# Richtlinie 96/71/EG über die Entsendung von Arbeitnehmern
Die Richtlinie 96/71/EG über die Entsendung von Arbeitnehmern im Rahmen der Erbringung von Dienstleistungen (kurz Entsenderichtlinie) ist eine Richtlinie des Europäischen Parlaments und des Rates vom 16. Dezember 1996.

## Zielsetzung
Zielsetzung der Richtlinie ist die Herstellung eines rechtlichen Rahmens für den Europäischen Binnenmarkt im Bereich der Dienstleistungen; Rechtsgrundlagen sind Art. 53 Abs. 1, 2. Alt. und Art. 62 des Vertrags über die Arbeitsweise der Europäischen Union (AEUV). Die Richtlinie enthält Vorschriften für die Anwendung von Bestimmungen im Arbeitsrecht der Mitgliedstaaten auf die Arbeitsverhältnisse von Arbeitnehmern, die von einem in einem EU-Mitgliedstaat ansässigen Arbeitgeber zur Erbringung von Dienstleistungen in einen anderen Mitgliedstaat entsandt werden.
Während im Rahmen der Arbeitnehmerfreizügigkeit klare arbeitsrechtliche Verhältnisse herrschen (nämlich das Arbeitsrecht des Staates, in dem das Arbeitsverhältnis begründet und die Arbeit ausgeführt wird), hebt die Arbeitnehmerentsendung im Rahmen der grenzüberschreitenden Erbringung von Dienstleistungen die räumliche Einheit zwischen dem Ort der vorübergehenden Erbringung einer Arbeitsleistung und dem territorialen Geltungsbereich des für das Arbeitsverhältnis anzuwendenden Arbeitsrechts auf. Mit dieser Transnationalisierung wird der Bedarf einer europäischen Regulierung der Arbeitnehmerentsendung begründet (Erwägungsgründe 3 bis 6 der Richtlinie 96/71/EG).
Durch die Richtlinie soll gewährleistet werden, dass in einem Mitgliedstaat nicht über einen längeren Zeitraum Arbeitnehmer tätig sind, deren Arbeitsverhältnisse nicht dem Recht dieses Mitgliedstaates unterworfen sind:

„Das Gemeinschaftsrecht hindert die Mitgliedstaaten nicht daran, ihre Gesetze oder die von den Sozialpartnern abgeschlossenen Tarifverträge auf sämtliche Personen anzuwenden, die – auch nur vorübergehend – in ihrem Hoheitsgebiet beschäftigt werden, selbst wenn ihr Arbeitgeber in einem anderen Mitgliedstaat ansässig ist. Das Gemeinschaftsrecht verbietet es den Mitgliedstaaten nicht, die Einhaltung dieser Bestimmungen mit angemessenen Mitteln sicherzustellen.“

Diesen Grundsatz hatte bereits der Europäische Gerichtshof (EuGH) in seinem Urteil Rush Portuguesa vom 27. März 1990 aufgestellt.

## Inhalt
Die zentrale Bestimmung der Entsenderichtlinie ist die arbeitsrechtliche Gleichstellung der in einen Staat entsandten Arbeitskräfte mit den dort normal beschäftigten Arbeitnehmern hinsichtlich bestimmter Aspekte der Arbeitsbedingungen, soweit sie im Zielland Gegenstand von Rechts- und Verwaltungsvorschriften oder von allgemeinverbindlich erklärten Tarifverträgen sind. Art. 3 (1) der Richtlinie 96/71/EG listet die Schutzbereiche auf, in denen auch auf entsandte Arbeitnehmer das Recht des Bestimmungslandes anzuwenden ist. Diese sind:
a) Höchstarbeitszeiten und Mindestruhezeiten;
b) bezahlter Mindestjahresurlaub;
c) Mindestlohnsätze einschließlich der Überstundensätze; dies gilt nicht für die zusätzlichen betrieblichen Altersversorgungssysteme;
d) Bedingungen für die Überlassung von Arbeitskräften, insbesondere durch Leiharbeitsunternehmen;
e) Sicherheit, Gesundheitsschutz und Hygiene am Arbeitsplatz;
f) Schutzmaßnahmen im Zusammenhang mit den Arbeits- und Beschäftigungsbedingungen von Schwangeren und Wöchnerinnen, Kindern und Jugendlichen;
g) Gleichbehandlung von Männern und Frauen sowie andere Nichtdiskriminierungsbestimmungen.
Der Art. 3 (1) sieht eine Umsetzungspflicht des Mitgliedstaates zunächst nur für die im Anhang der Richtlinie aufgeführten Bautätigkeiten vor, die Ausdehnung auf andere Branchen mit allgemein verbindlichen Tarifverträgen ist den Mitgliedstaaten nach Art. 3 (10) aber freigestellt, ebenso die Anwendung von Vorschriften der öffentlichen Ordnung hinsichtlich anderer als der in Art. 3 (1) aufgeführten Arbeits- und Beschäftigungsbedingungen.
Ausnahmeregeln gelten außerhalb des Baubereichs für Arbeitnehmer, die nur für wenige Tage zur Montage eines von ihrem Arbeitgeber gelieferten Gutes entsandt werden (Art. 3 (2)). Weitere Ausnahmen können die Mitgliedstaaten für Arbeitnehmer erlassen, deren Dauer der Entsendung einen Monat nicht übersteigt; dies gilt jedoch nicht im Bereich der grenzüberschreitenden Arbeitnehmerüberlassung (Art. 3 (3)).
In Art. 3 (7) wird geregelt, dass Art. 3 (1–6) nicht der Anwendung von für die Arbeitnehmer günstigeren Beschäftigungs- und Arbeitsbedingungen entgegenstehen.
Es fällt auf, dass der Katalog des Art. 3 (1) nicht den Zugang zu einem Sozialversicherungssystem des Ziellandes beinhaltet. Für entsandte Arbeitnehmer gelten hier während der ersten 24 Monate einer Entsendung entsprechend Art. 12 (1) der Verordnung (EG) Nr. 883/2004 über die Koordinierung der Systeme der sozialen Sicherheit die Bestimmungen des Herkunftslandes.

## Wirkung
In den von der Entsenderichtlinie erfassten Regelungsbereichen schafft diese einen Schutzbereich für die arbeitsrechtliche Gestaltungsautonomie der EU-Mitgliedstaaten. Das Arbeitsrecht der Mitgliedstaaten wird somit vom Druck der Regimekonkurrenz „im eigenen Land“ entlastet, der gegeben wäre, wenn dauerhaft Arbeitnehmer in einem Staat zu „gebietsfremden“ Beschäftigungsbedingungen tätig wären.
Im Hinblick auf die unterschiedlichen sozialpolitischen Traditionen und die verschiedenen Schutzniveaus der einzelnen Staaten ist dies ein Kompromiss, der versucht, mehreren Ansprüchen gerecht zu werden:
- dem erklärten Ziel der Dienstleistungsfreiheit,
- dem Anspruch der Mitgliedstaaten auf autonome Gestaltung des Arbeitsrechts, soweit keine EU-weiten Mindeststandards bestehen, z. B. im Bereich der Mindestlohngesetzgebung,
- den Unterschieden zwischen den Mitgliedstaaten, die eine Harmonisierung unmöglich erscheinen lassen.

## Auslegung der Entsenderichtlinie durch den Europäischen Gerichtshof
Von einigen Mitgliedsstaaten wurde die Richtlinie so verstanden, dass sie die Anwendung kompletter Tarifwerke auf Entsendefirmen erlaube, soweit diese allgemein verbindlich seien, also auch von Regelungen zu Themen, die im Katalog des Art. 3 (1) nicht aufgeführt sind. Luxemburg setzte die Richtlinie deshalb zunächst so um, dass der gesamte allgemein verbindliche Bautarifvertrag auf Entsendefirmen ausgedehnt wurde. In einigen skandinavischen Ländern, die kein System für die Allgemeinverbindlichkeitserklärung von Tarifverträgen haben wie z. B. Schweden, wurde es entsprechend der dortigen Tradition den Gewerkschaften überlassen, ihre üblichen Tarifverträge auch gegenüber Entsendefirmen durchzusetzen.
In den Urteilen Laval – C 341/05 vom 18. Dezember 2007 –, Rüffert – C 346/06 vom 3. April 2008 – und Luxemburg – C 319/06 vom 19. Juni 2008 – nahm der EuGH zu der Frage Stellung, ob es sich bei dem Katalog des Art. 3 (1) der Richtlinie um eine abschließende Regelung handelt.
Er bejahte diese Frage trotz des Art. 3 (7) und beschränkte im Laval-Urteil zunächst Tarifforderungen und Streikaktionen der Gewerkschaften gegenüber Entsendefirmen auf den Katalog des Art. 3 (1) und im Rahmen dieses Kataloges inhaltlich auf das zum Schutz des Beschäftigten zwingend erforderliche Mindestmaß. Für Streikmaßnahmen hinsichtlich erlaubter Tarifregelungsgegenstände erlegte er ihnen zugleich die Beachtung eines Verhältnismäßigkeitsprinzips auf.
Im Rüffert-Urteil verbot er die zwingende Anwendung von Tariflöhnen oberhalb von allgemein verbindlichen Mindestlöhnen im Rahmen von staatlichen Tariftreuegesetzen.
Im Luxemburg-Urteil verbot er Luxemburg unter anderem die Anwendung einer automatischen Inflationsanpassungsklausel bei den Löhnen entsandter Beschäftigter.
Diese Urteile lösten eine umfassende und teilweise heftige Debatte in vielen Ländern Europas aus, an der sich schließlich auch das Europäische Parlament mit dem „Andersson-Bericht“ beteiligte. In diesem Bericht nahm das Parlament die Auslegung des EuGH zur Kenntnis, distanzierte sich aber in ungewöhnlich deutlicher Form von einigen tragenden Erwägungen und Interpretationen des EuGH, insbesondere zur Frage der Anwendung günstigerer Arbeitsbedingungen über den Katalog des Art. 3 (1) hinaus und zum Thema der Gewerkschaftsrechte gegenüber den Entsendeunternehmen, und forderte von Kommission und Rat die umgehende Überarbeitung der Entsenderichtlinie.
Von den Gewerkschaften und einigen Rechtswissenschaftlern wurde insbesondere kritisiert, dass sie vom EuGH hinsichtlich der Pflichten wie ein Mitgliedstaat behandelt würden, obwohl sie kein Staat, sondern eine Interessenvertretung seien und ohne dass den Pflichten mitgliedstaatliche Rechte gegenüber stünden, dass der EuGH einseitig für die Arbeitgeber Partei ergreife, ohne die Arbeitnehmergrundrechte auf freie Tarifforderungen und die Tarifautonomie zu achten, und dass schließlich durch das Rüffert-Urteil tarifungebundenen Mindestlohnfirmen ein Wettbewerbsvorteil zulasten der tarifschließenden Firmen verschafft würde. Kritisiert wurde, dass durch die Urteile den Freiheiten von Unternehmern im Binnenmarkt ein höherer Rang als den Grundrechten der Beschäftigten und ihrer Gewerkschaften eingeräumt werde. Als Reaktion auf die Urteile forderten der Europäische Gewerkschaftsbund (EGB) und der Deutsche Gewerkschaftsbund DGB eine umgehende Überarbeitung der Entsenderichtlinie und die Einfügung einer „Sozialklausel“ in die Europäischen Verträge und nahmen die Urteile im Sommer 2009 zum Anlass für Massendemonstrationen in mehreren europäischen Hauptstädten.
Dagegen begrüßten die meisten Arbeitgeberverbände und einige andere Rechtswissenschaftler die Urteile.

## Bedeutung der Entsenderichtlinie im Zusammenhang mit der Bolkestein-Richtlinie
In der Entsenderichtlinie gilt nicht das im Entstehungsprozess der Bolkestein-Richtlinie heftig umstrittene Herkunftslandprinzip, sondern das Bestimmungslandprinzip (siehe hierzu insbesondere auch: Ziellandprinzip (EU-Recht)).
Art. 3 (1) der Bolkestein-Richtlinie sieht vor, dass die Bestimmungen der Entsenderichtlinie grundsätzlich Vorrang gegenüber der Bolkestein-Richtlinie haben.

## Reformbestrebungen
Die EU-Mitgliedstaaten einigten sich am 23. Oktober 2017 auf einen Entwurf für eine überarbeitete Entsenderichtlinie. Im Vorfeld war der Vorstoß vor allem von Frankreich, aber auch von Belgien, Deutschland, Luxemburg, den Niederlanden und Österreich unterstützt worden. Ziel der geplanten Änderung ist es, Ungleichgewichte zwischen Mitgliedstaaten zu beheben und Sozialdumping zu bekämpfen, um den Wettbewerb zu regeln. Die Debatte in Österreich war durchaus kontroversiell – während SPÖ und Arbeiterkammer für einen restriktiveren Zugang plädierten, sprachen sich etwa die Industriellenvereinigung und die Paneuropajugend gegen Verschärfungen aus.
Vom ersten Tag der Entsendung an soll der Grundsatz „gleicher Lohn für gleiche Arbeit am gleichen Ort“ gelten. Es sind jeweils mindestens die einheimische Tariflöhne zu zahlen, einschließlich aller Zuschläge (wie Urlaubs- und Weihnachtsgeld).
Entsendungen sollen auf 12 Monate begrenzt werden, mit der Möglichkeit einer Verlängerung um sechs Monate in Ausnahmefällen. Bei länger dauernden Entsendungen soll das Arbeitsrecht des Gastlandes gelten. Das Transportgewerbe soll zunächst von den neuen Regeln ausgenommen bleiben.
In Deutschland setzt das Arbeitnehmer-Entsendegesetz die im Entwurf vorgesehenen Regelungen bereits weitgehend um.